# Lindblad-Resonanz
Lindblad-Resonanzen (benannt nach ihrem Entdecker Bertil Lindblad) sind ein Resonanzphänomen aus der Galaxientheorie. Es handelt sich dabei um Resonanzen der Bahnen individueller Sterne innerhalb der Galaxie mit großräumigen galaktischen Strukturen, wie Spiralarmen, galaktischen Balken oder auch nahen Begleitern der Galaxie. Diese Resonanzen könnten eine entscheidende Rolle für die Existenz langlebiger Spiral- und Balkenstrukturen in Galaxien spielen.
Andere Anwendungen der Theorie der Lindblad-Resonanzen finden sich in der Erklärung von Strukturen in Planetenringen und in protoplanetaren Scheiben.

## Erläuterung
Eine Spiralgalaxie kann in erster Näherung als eine axialsymmetrische Ansammlung von Sternen angesehen werden. Die Symmetrieachse läuft dabei senkrecht zur Scheibe durch das Zentrum der Galaxie. Die Vielzahl der Sterne erzeugen dann ein gemeinsames Gravitationsfeld, das großräumig als kontinuierlich und ebenfalls axialsymmetrisch angenommen werden kann. Die individuellen Sterne bewegen sich in diesem gemeinsamen Gravitationsfeld auf Bahnen, die fast ausnahmslos im Sinne des Gesamtdrehimpulses um das Zentrum der Galaxie laufen und dabei periodisch den radialen Abstand und den senkrechten Abstand zur galaktischen Ebene ändern. Nahe Begegnungen mit anderen Sternen, die zu i. Allg. chaotischen Änderungen dieser Bahnen führen, werden bei dieser Betrachtung außer Acht gelassen.
Die periodische Annäherung und Entfernung eines Sterns vom galaktischen Zentrum erfolgt mit einer bestimmten Kreisfrequenz κ (Epizykelfrequenz), die vom Abstandsbereich des Sterns zum Zentrum und vom konkreten radialen Verlauf des gemeinsamen Gravitationsfeldes aller Sterne in der Galaxie abhängt. Beim Keplerproblem beispielsweise, bei dem die Gesamtmasse in einem kugelsymmetrischen Zentralkörper vereinigt ist, stimmt diese Kreisfrequenz genau mit der Kreisfrequenz des Umlaufs überein, wodurch sich die bekannten Ellipsenbahnen ergeben. Da in Galaxien die Materie nicht nur im Zentrum vereinigt ist, sondern über die gesamte Galaxie verteilt ist, fällt das Gravitationsfeld nach außen weniger stark ab. Im Allgemeinen steht die Kreisfrequenz κ dann nicht in ganzzahligem Verhältnis zur Kreisfrequenz des Umlaufs, und die Bahnen haben die Form einer Rosette, die sich nicht wieder schließt. Dieses Phänomen ist auch aus der Störungstheorie des Keplerproblem bekannt, wo es zur so genannten Apsidendrehung (Periheldrehung) führt.
Die Dichtewellentheorie besagt, dass die Spiralarme einer rotierenden Galaxie durch eine Dichtewelle stabilisiert werden, die im Gravitationsfeld der Galaxie mit konstanter Kreisfrequenz ΩS umläuft. Die Bahnen der Sterne in der galaktischen Ebene werden dabei von den Spiralarmen oder auch einem galaktischen Balken gestört. Die Störung rotiert dabei mit konstanter Kreisfrequenz, die im Allgemeinen nicht mit der Umlaufkreisfrequenz der individuellen Sterne übereinstimmt. Die Störung wird als zusätzliches auch vom Winkel in der Scheibe abhängiges Gravitationspotential modelliert.
Wenn die Differenz zwischen der Kreisfrequenz ΩS der Störung und der Kreisfrequenz des Umlaufs eines Sterns Ω(R), die vom mittleren Abstand zum Zentrum R abhängt, gerade ein ganzzahliges Vielfaches  m der Epizykelfrequenz κ(R), die ebenfalls vom mittleren Abstand zum Zentrum abhängt, ist, kommt es zur Resonanz zwischen Bahn und Störung:
{\displaystyle m\left[\Omega _{\mathrm {S} }-\Omega (R)\right]=\pm \kappa (R),}
wobei die natürliche Zahl m für die Zähligkeit der Symmetrie der Störung, beispielsweise die Anzahl der Spiralarme (meist zwei), steht. Die periodische Abstandsschwingung des Sterns wird dann bei jeder Annäherung an die Störung im selben Maße beeinflusst.

## Die Resonanzarten und ihre Radien

Animation der Lindblad-Resonanzen. Im zugrunde gelegten Modellpotential gibt es drei Resonanzradien. Die resonanten Bahnen sind gelb markiert.

Zur Resonanz kommt es bei bestimmten Bahnradien R, den Resonanzradien, die sich für ein gegebenes Modell abschätzen lassen. Besonders relevant ist der Fall m=2, da die Resonanz dann für konkrete Potentialmodelle die Stabilisierung der Spiralstruktur besonders stark unterstützt und so den Beobachtungsbefund, dass die meisten Spiralgalaxien zwei Arme besitzen, erklärt. Bei typischem Verlauf des Potentials ergeben sich drei Resonanzradien, die in nebenstehender Animation gelb markiert sind:
- Die innere Lindblad-Resonanz (ILR) nahe dem Galaxienzentrum, bei der die Spiralstruktur beginnt. Die Bahnen der Sterne auf diesen Orbits sind annähernd elliptisch um das Zentrum mit jeweils zwei Annäherungen an das Zentrum pro Umlauf im Bezugssystem der Störung.  Die Störung läuft langsamer um als die Sterne.
- Die korotierende Resonanz (CR)  in mittlerer Entfernung vom Galaxienzentrum. Die Bahnen der Sterne auf diesen Orbits sind ebenfalls annähernd elliptisch, aber nicht um das Zentrum, sondern um eine feste Position im Bezugssystem der Störung. Es gibt jeweils eine Annäherung an das Zentrum pro Umlauf im Bezugssystem der Störung.
- Die äußere Lindblad-Resonanz (OLR) am „sichtbaren Rand“ der Galaxie, bei der die Spiralstruktur endet. Die Bahnen der Sterne auf diesen Orbits sind wieder annähernd elliptisch um das Zentrum mit jeweils zwei Annäherungen an das Zentrum pro Umlauf im Bezugssystem der Störung. Die Störung läuft schneller um als die Sterne.

Alle anderen Bahnen sind rosettenförmig im Bezugssystem der Störung.
Dichtewellen, die in der Spiralgalaxie auftreten, können nur zwischen der inneren und äußeren Lindblad-Resonanz überleben. Nur in diesem Bereich treten die Spiralarme auf. Diese Dichtewellen können nicht durch die ILR in den Kern eindringen. Sie werden an dieser Grenze absorbiert, so wie Wellen an einem Strand, und bilden lediglich so genannte evaneszente Wellen aus. Der Balken einer Balkenspiralgalaxie dehnt sich nicht weiter aus als bis zur CR. Sternringe, die man in Spiralgalaxien findet, bilden sich an der CR und an der OLR. Das Gas einer Galaxie sammelt sich an der ILR. Dort kann sich dann ebenso ein Ring aus Gas und neu entstandenen Sternen bilden.
| Resonanzart (Abkürzung)                                                                                           | Resonanzradius° | Relativfrequenz^ | Beschreibung                               |
| --- | --------------- | ---------------- | ------------------------------------------ |
| äußere Lindblad-Resonanz (OLR)                                                                                    | 20 kpc          | +1               | Störung läuft schneller um als die Sterne  |
| korotierende Resonanz (CR)                                                                                        | 14 kpc          | 0                | Sterne und Störung rotieren gleich schnell |
| innere Lindblad-Resonanz(en) (ILR) (Abhängig von den Parametern des Systems kann es null bis mehrere ILRs geben.) | 3 kpc           | −1               | Störung läuft langsamer um als die Sterne  |

° Werte für die Milchstraße mit  m = 2 und ΩS≈ 15 km/s/kpc
^ Relativfrequenz {\displaystyle \nu ={\frac {m}{\kappa }}\left[\Omega _{\mathrm {S} }-\Omega (R)\right]}

## Mathematische Herleitung

### Rosettenbahnen
Das primäre Gravitationspotential U(r,φ,z,t) einer Spiralgalaxie wird als stationär, axialsymmetrisch und spiegelsymmetrisch zur galaktischen Ebene (U(r,φ,z,t)=U(r,z)=U(r,-z)) angenommen, wobei man dabei zunächst die verdichteten Spiralarme, Balken oder sonstige Störungen unbeachtet lässt. Im Folgenden beschränken wir uns auf die galaktischen Ebene, d. h. es gelte stets z=0 und nennen das Potential dort einfach U(r).
Bahnen in der Nähe der galaktischen Ebene führen Schwingungen in z-Richtung um z=0 aus, die hier nicht weiter betrachtet werden sollen. Die allgemeinen Bewegungsgleichungen in der galaktischen Ebene
{\displaystyle {\ddot {\mathbf {x} }}=-\nabla U(r)}
werden dann sinnvollerweise in ebenen Polarkoordinaten (r,φ) formuliert:
{\displaystyle {\ddot {r}}-r{\dot {\phi }}^{2}={\frac {\partial U(r)}{\partial r}};\quad r{\ddot {\phi }}+2{\dot {r}}{\dot {\phi }}=0}
In einem solchen Potential existieren für jeden Abstand R zum Zentrum der Galaxie in der galaktischen Ebene stabile Kreisbahnen.
Die Sterne auf den Kreisbahnen laufen mit einer konstanten Winkelgeschwindigkeit Ω um, die sich aus der Zentralkraft für solche Bahnen ergibt:
{\displaystyle \left.{\frac {\partial U}{\partial r}}\right|_{r=R}=\Omega ^{2}R.}
Die meisten Sterne einer Spiralgalaxie haben Bahnen, die sich in einem recht kleinen radialen Abstandsbereich um eine Kreisbahn aufhalten. Es ist dann gerechtfertigt, die allgemeinen Bewegungsgleichungen in der Ebene
linear um diese Kreisbahn zu nähern. Dazu definiert man die Abweichungen von der Kreisbahn wie folgt:
{\displaystyle r=R+\Delta r\quad \phi =\Omega t+\Delta \phi .}
Die Linearisierung der Kraft enthält die zweite Ableitung des Potentials:
{\displaystyle {\frac {\partial U(r)}{\partial r}}=\left.{\frac {\partial U(r)}{\partial r}}\right|_{r=R}+\left.{\frac {\partial ^{2}U(r)}{\partial r^{2}}}\right|_{r=R}\cdot \Delta r.}
Die zweite Ableitung von U lässt sich durch die Ableitung der Winkelgeschwindigkeit Ω nach dem Kreisbahnradius ausdrücken:
{\displaystyle \left.{\frac {\partial ^{2}U(r)}{\partial r^{2}}}\right|_{r=R}=2R\Omega {\frac {d\Omega }{dR}}+\Omega ^{2}.}
Die Ableitung der Winkelgeschwindigkeit nach dem Kreisbahnradius nennen wir im Folgenden Ω'. Die Größen Ω und Ω' sind Beobachtungsgrößen, die aus der Rotationskurve einer Galaxie bestimmt werden können. Insbesondere lassen sie sich aus den oortschen Konstanten bestimmen.
Die linearisierten Bewegungsgleichungen lauten nun:
{\displaystyle \Delta {\ddot {r}}-2R\Omega \Delta {\dot {\phi }}-\Omega ^{2}\Delta r=(2R\Omega \Omega '+\Omega ^{2})\Delta r;\quad R\Delta {\ddot {\phi }}+2\Omega \Delta {\dot {r}}=0}
Die zweite Gleichung lässt sich, wie auch die entsprechende nicht-linearisierte Gleichung, direkt integrieren. Die Konstante der Bewegung
{\displaystyle \Delta l=R\Delta {\dot {\phi }}+2\Omega \Delta r}
steht in Zusammenhang mit der Drehimpulsdifferenz zwischen Kreisbahn und gestörter Bahn. Sie kann ohne Beschränkung der Allgemeingültigkeit gleich Null gesetzt werden, da es zu jedem Drehimpuls eine passende ungestörte Kreisbahn gibt. Setzt man die daraus folgende Gleichung in die radiale Bewegungsgleichung ein, erhält man:
{\displaystyle \Delta {\ddot {r}}=(2R\Omega \Omega '+4\Omega ^{2})\Delta r.}

Verschiedene Rosettenbahnen im modellhaften Gravitationsfeld einer Galaxie.

Dies ist eine homogene Schwingungsgleichung mit Kreisfrequenz
{\displaystyle \kappa ={\sqrt {2R\Omega \Omega '+4\Omega ^{2}}}}
mit Lösung
{\displaystyle \Delta r(t)=a\sin(\kappa t).}
Die Gleichung für den Winkelversatz:
{\displaystyle \quad \Delta {\dot {\phi }}=-{\frac {2\Omega }{R}}\Delta r}
liefert dann eine um 90° phasenverschobene Schwingung
{\displaystyle \Delta \phi (t)=-{\frac {b}{R}}\cos(\kappa t)}
mit Amplitude b/R=2aΩ/(κR). Die gestörte Bahn führt relativ zur ungestörten Kreisbahn mit demselben Drehimpuls eine elliptische Bahn mit Halbachsen a und b aus, deren Verhältnis gerade b/a=2Ω/κ ist. Die Ellipse wird Epizykel genannt (auch wenn es sich nicht um einen Kreis handelt). Die Kreisfrequenz κ wird folglich Epizykelfrequenz genannt. Die Bahn, die sich aus der Überlagerung von Kreisbewegung und Epizykelbewegung ergibt, wird Rosettenbahn genannt. Im nebenstehenden Bild sind einige Beispiele zu sehen.
Für Potentiale, die entweder proportional zum Logarithmus oder einer reinen Potenzfunktion von r sind, ist Ω(R) proportional zu einer reinen Potenzfunktion von r. Aus der obigen Formel sieht man, dass die Epizykelfrequenz dann proportional zur Winkelgeschwindigkeit der Kreisbahn ist und das Verhältnis beider damit eine Konstante ergibt (dies ist auch in nebenstehender Animation der Fall). Für das Potential einer kugelsymmetrischen Zentralmasse U(r)~1/r ergibt sich beispielsweise {\displaystyle \kappa /\Omega =1}, so dass sich geschlossene Bahnen mit einem Perizentrum und einem Apozentrum pro Umlauf ergeben, wie dies auch die Kepler’schen Gesetze vorgeben. Für ein logarithmisches Potential, das eine realistische Näherung eines typischen Galaxienpotentials darstellt, ergibt sich als Verhältnis {\displaystyle \kappa /\Omega ={\sqrt {2}}}. Messungen der oortschen Konstanten in der Sonnenumgebung liefern für unsere galaktische Nachbarschaft den Wert {\displaystyle \kappa /\Omega =1{,}3}. Für eine starr rotierende Scheibe (ein Modell das für den Galaxienkern recht gut zutrifft) ist {\displaystyle \kappa /\Omega =2}, so dass die Sterne sich dort auf nahezu elliptischen Bahnen mit dem Galaxienzentrum im Mittelpunkt (nicht im Brennpunkt wie beim Keplerproblem) bewegen.

### Relativbewegung zur Störung

Rosettenbahnen im mit der Störung mitbewegten Bezugssystem.

Balken, Spiralarme oder nahe Begleiter einer Galaxie können als Störung des axialsymmetrischen primären Potentials U aufgefasst werden, die mit einer konstanten Winkelgeschwindigkeit ΩS rotiert. Wechselt man in ein Bezugssystem, das mit der Störung mitrotiert, so transformieren sich die Bahnkurven der Sterne in einer Art, dass die Winkelgeschwindigkeiten der Kreisbahnen auf Ω'=Ω-ΩS reduziert werden, während die Epizykelbewegung von der Transformation unberührt bleibt. Die Sterne bewegen sich also weiterhin auf Rosettenbahnen, aber mit einem anderen Frequenzverhältnis κ/Ω'. Im Spezialfall einer korotierenden Bahn ist Ω'=0 und nur die Epizykelbewegung sichtbar, d. h. der Stern bewegt sich auf einer relativ zur Störung ortsfesten Ellipse. Da Ω' meist vom Betrag kleiner als Ω ist, führen die meisten Rosettenbahnen der Sterne im mitbewegten Bezugssystem sehr viel mehr Epizykeldurchläufe pro Umlauf aus als im nicht mitbewegten System. Außerdem ist das Vorzeichen der relativen Winkelgeschwindigkeit für Sterne innerhalb des korotierenden Orbits positiv, außerhalb negativ.
Ist das Frequenzverhältnis κ/Ω' ganzzahlig, so sind die Rosettenbahnen im geschlossen mit κ/Ω' Epizykelumläufen pro Umlauf um das Zentrum der Galaxie. Die Störung beeinflusst die Bahn eines Sterns dabei besonders stark, wenn der Betrag des Verhältnisses κ/Ω' gerade gleich der Zähligkeit m der Symmetrie der Störung ist:
{\displaystyle \kappa =\pm m\Omega '}
Die Bahnpunkte mit maximalem Abstand zum Zentrum werden von der Störung im Laufe der Zeit in die Störung gedreht und die Halbachsen der Epizykel vergrößern sich. Eine genaue Beschreibung dieses Resonanzphänomens ist im Rahmen der Störungstheorie möglich, die den Rahmen dieses Artikels überschreitet. Im folgenden Absatz wird ein selbstkonsistenter Ansatz vorgestellt, wie sich die Lindblad-Resonanz auf die Stabilisierung und Ausbreitung der Spiralstruktur der Galaxie auswirkt.

### Auswirkung der Resonanz
Man kann die Wirkung der Resonanzen mathematisch modellieren, wenn man einen kontinuumsmechanischen Ansatz zur Beschreibung der Galaxie inklusive Störung wählt. Wenn man davon ausgeht, dass die Flächendichteverteilung Σ in einem System nicht stationär ist, kann man deren Zeitentwicklung betrachten. Dazu betrachte man zunächst die Eulergleichung
{\displaystyle {\frac {\partial \Sigma \mathbf {u} }{\partial t}}+\operatorname {div} \left(\Sigma \mathbf {u} \otimes \mathbf {u} \right)=-\nabla c_{s}-\Sigma \nabla U,}
die die Funktionen {\displaystyle \Sigma } (Flächendichte), {\displaystyle \mathbf {u} } (Strömungsfeld) und {\displaystyle U} (Potential), sowie die „Schallgeschwindigkeit“ {\displaystyle c_{S}} enthält. Letztere wird mittels einer heuristischen Zustandsgleichung, die der Flächendichte Σ einen „Druck“ p zuordnet durch {\displaystyle c_{S}=dp/d\Sigma } ermittelt. Alle Größen werden dann als Summe einer ungestörten zeitunabhängigen Größe und einer Störung betrachtet. Dies bedeutet, dass für alle Funktionen ein orts- und zeitabhängiger Störungsansatz gemacht wird. So wird z. B. die Flächendichte {\displaystyle \Sigma } gemäß
{\displaystyle \Sigma (r,\phi ,t)=\Sigma _{0}(r)+{\tilde {\Sigma }}(r,\phi ,t)}
gestört.
Eliminiert man dann in den aus dem Störungsansatz folgenden Gleichungen die ungestörten Anteile, so erhält man eine Poisson- und drei Störungs-Gleichungen. Dieses Gleichungssystem wird durch einen Ansatz z. B. für die Dichte der Form
{\displaystyle {\tilde {\Sigma }}(r,\phi ,t)={\tilde {\Sigma }}^{*}(r)\cos \left(m\Omega _{S}t-m\phi +f(r)\right)}
gelöst. Dieser Ansatz entspricht spiralförmigen Dichtewellen mit {\displaystyle m} Armen und Gestaltfunktion f(r), die mit der Frequenz {\displaystyle \Omega _{S}} starr rotieren. In Ruhe folgt daraus für die Dichtemaxima das Muster
{\displaystyle m\Omega _{S}t_{0}-m\phi +f(r)=0\!\,} ,
was für {\displaystyle m\neq 0} eine Spirale ist:
{\displaystyle \phi =\phi (r)={\frac {1}{m}}f(r).}

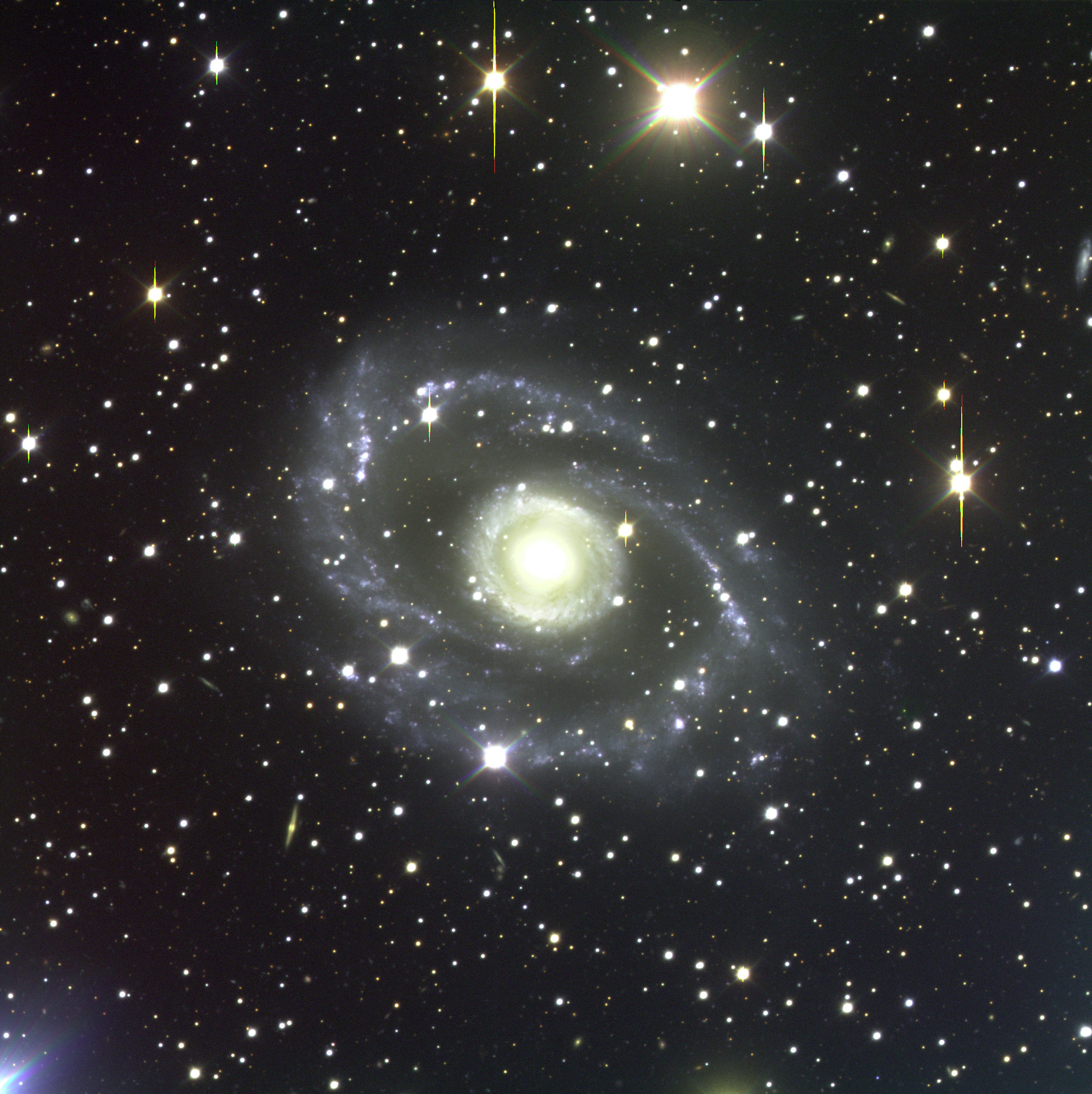
Galaxie (ESO 269-57) mit Sternenring und zwei deutlich getrennten Spiralarmen

Findet man nun auch für die anderen Störungsgleichungen selbstkonsistente Lösungen, so erhält man ein algebraisches Gleichungssystem, das im Weiteren dann auf eine Dispersionsrelation führt, die die Bedingung für eine spiralförmige Dichtewelle ausdrückt. Daraus wiederum folgt dann die Dispersionsgleichung
{\displaystyle 1-{\frac {m^{2}\omega ^{2}}{\kappa ^{2}}}+{\frac {k^{2}c_{s}^{2}}{\kappa ^{2}}}={\frac {2\pi G\Sigma _{0}|k|}{\kappa ^{2}}}},
in der {\displaystyle \omega =\Omega (r)-\Omega _{S}} für die Differenz aus der Winkelgeschwindigkeit einer Kreisbahn mit Radius r mit der Winkelgeschwindigkeit der Störung steht, {\displaystyle k={\frac {df}{dr}}} die radiale Kreiswellenzahl der Spiralstruktur ist und {\displaystyle \kappa } die Epizykelfrequenz, die sich wie weiter oben ergibt:
{\displaystyle \kappa ^{2}=2R\Omega {\frac {d\Omega }{dr}}+4\Omega ^{2}.}
Formt man die Dispersionsgleichung um zu
{\displaystyle m^{2}\omega ^{2}=\kappa ^{2}+k^{2}c_{s}^{2}-2\pi G\Sigma _{0}|k|},
so erkennt man, dass die Lösung für die Kreiswellenzahl i. Allg. zwei Äste hat:
{\displaystyle c_{s}^{2}|k|=G\pi \Sigma \pm {\sqrt {G^{2}\pi ^{2}\Sigma ^{2}+c_{s}^{2}m^{2}\omega ^{2}-c_{s}^{2}\kappa ^{2}}},}
die Kurzwellen(+) und Langwellen(-) genannt werden. Die Lindblad-Resonanzen erkennt man nun an den Stellen, an denen die Langwellen verschwinden, da ihre Kreiswellenzahl Null wird:
{\displaystyle m\omega =\pm \kappa .}
Außerhalb der OLR und innerhalb der ILR können nur die Kurzwellen existieren. Die Region um die korotierenden Orbits zeigt in diesem Modell ein herausgehobenes Verhalten, da dort der Ausdruck unter der Wurzel negativ wird, da ω sehr klein ist, d. h.
{\displaystyle G^{2}\pi ^{2}\Sigma ^{2}+c_{s}^{2}m^{2}\omega ^{2}<c_{s}^{2}\kappa ^{2}.}
Die Wellen haben dort eine komplexe Wellenzahl und verschwinden daher exponentiell beim Eindringen in diese Region (evaneszente Wellen). In dieser Region bilden sich bei einigen Galaxien so genannte Sternenringe aus.